# Javier Turienzo Álvarez
Javier Turienzo Álvarez (Baracaldo, Vizcaya, País Vasco, España, 3 de noviembre de 1966) es un exárbitro de fútbol de la Primera División de España. Pertenece al Comité de Árbitros de Castilla y León.

## Trayectoria
Debutó en Primera División de España el 29 de agosto de 1999 en el Real Zaragoza contra Real Oviedo (4-0). Nunca ha sido nombrado árbitro internacional.
En la temporada 2006/07 denunció que recibió más de 50 amenazas telefónicas, tras arbitrar un Real Racing Club de Santander contra Real Madrid Club de Fútbol, en el que señaló dos penaltis a favor del Racing, en un partido que terminó con victoria del equipo de Santander. Turienzo en una entrevista concedida al programa Punto Pelota, definió aquellos momentos como los más duros de su carrera profesional.
El árbitro leonés se vio obligado a denunciar al equipo de su ciudad, la Cultural y Deportiva Leonesa, tras el impago de 14.000 euros, correspondientes al arrendamiento de un piso de su propiedad que cedió al club leonés, y que lo ocupó el futbolista Iván Mateo.
Se retiró en la temporada 2011/12. El último encuentro que dirigió fue el Sevilla Fútbol Club-Rayo Vallecano de Madrid (5-2) el 5 de mayo de 2012.

## Premios
- Premio Don Balón (1): 2010